# Hatórico

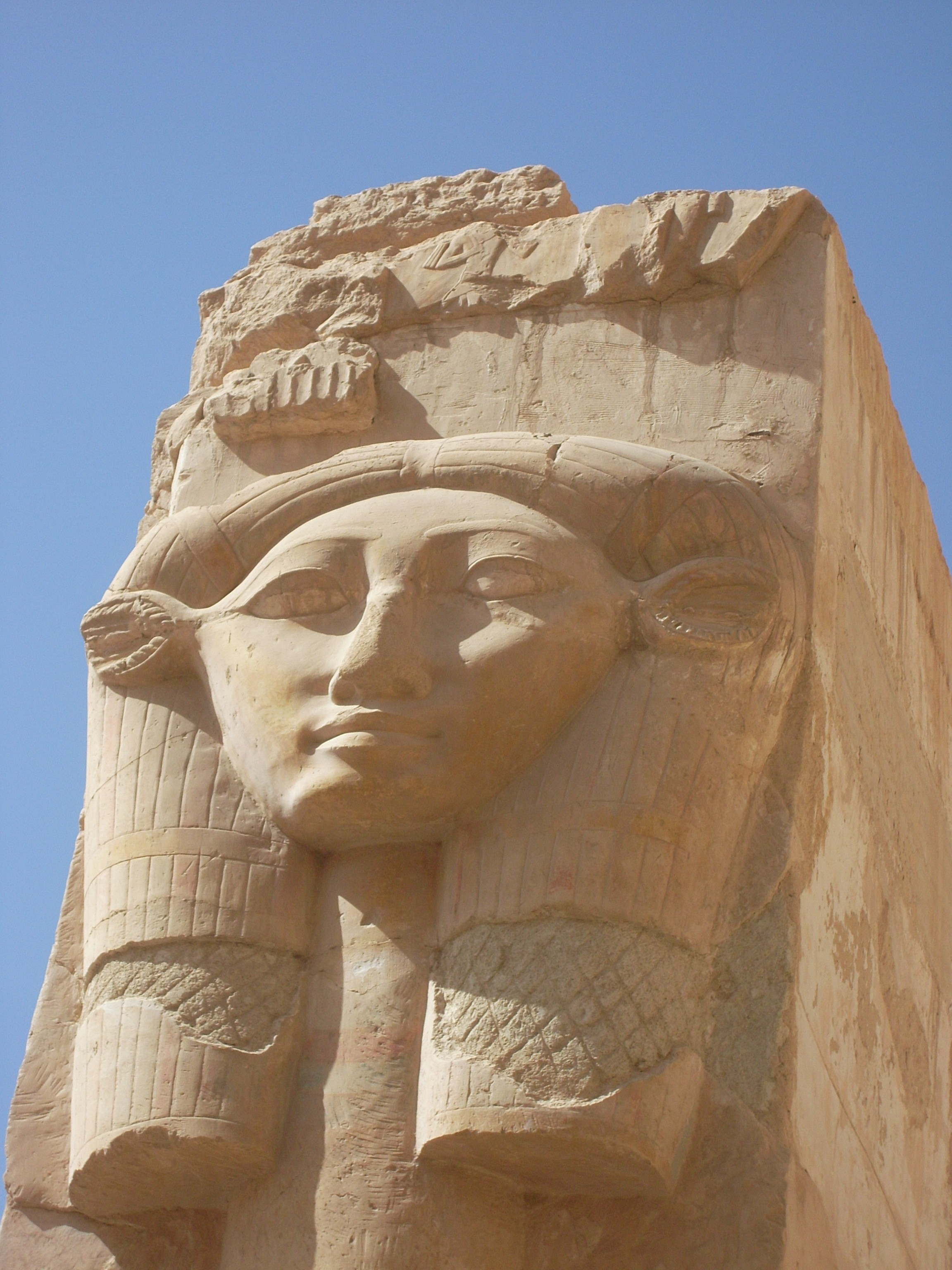
Templo funerario de Hatshepsut, donde se aprecia un capitel hatórico.

La palabra hatórico sirve en arquitectura para describir elementos, generalmente capiteles del Antiguo Egipto que hagan referencia a la diosa Hathor mediante la representación de su cabeza.